# Церковь Спаса Нерукотворного (Николо-Заболотье)
Церковь Спаса Нерукотворного — православный храм в селе Николо-Заболотье Тутаевского района Ярославской области. Построен в конце XVII века.

## История храма

### Дата постройки
Первые упоминания Спасской церкви в Заболотье относятся ко второй половине XVI в. В писцовой книге сохранилась запись 1569 г. о том, что в погосте Заболотье Пажецкой волости, находились «церковь приходная Николая Чудотворца да теплая церковь Рожества Христова». Согласно материалам писцовых книг «погост в Заболотье на речце на Печехте» как минимум до 1629 г. был государственной землей.
Дальнейшая история этой местности была связана с представителем одной из ветвей дворян Внуковых — а именно с Иваном Ивановичем. В 1644—1651 годах Иван Внуков исполнял обязанности губного старосты в Ярославле, к моменту переписи 1646 г. в его поместье в приходе погоста Заболотье входили также пустошь Малое Маслениково и деревня Волково. В 1671 году Иван Внуков получил жалованную грамоту на эти территории, тем самым превратив их в вотчины. К этому времени у И. И. Внукова были взрослые дети Семен, Артемий и Василий, из которых в живых к 1710-м годам остался только Артемий. Церковь окормляла 28 деревень с примерным количеством в три тысячи человек.
В 1960 году храм был закрыт советскими властями. В 1998 году возвращён верующим.
Сохранившийся до сегодняшнего дня каменный храм, по всей видимости, был воздвигнут на месте первоначальной деревянной постройки в 1690—1693 гг., о чём свидетельствуют оставшиеся на полотенцах и в кругах-клеймах надписи, содержащие информацию о времени строительства и заказчиках. Так, из надписей, расположенных внизу южной стены, можно вычленить следующее:
- «Подписан сей святый храмъ
- …[перв]ваго году
- …[вел]иких князей»

Все что ниже — утрачено:
- «Благодатию всемогущаго Бога
- …изволением Пресвятыя Богородицы восхоте
- …ти христовъ истинаго ковчега ноева
- . [Семе]н иванович внуков з бра…».

Если считать, что утраты восстановлены верно, то храм был расписан между 1682 и 1696 годами — то есть в период правления Ивана и Петра Алексеевичей. «Первым» годом был в упоминаемое время либо 1693 (7201), либо 1683 (7191), и судя по размеру утраченной строки, первая дата предпочтительнее. Она также соответствует имеющейся в открытых источниках дате постройки храма, взятой, предположительно, из дореволюционных клировых ведомостей — 1690 год.

### Перестройка церкви
Церковь имеет четыре престола: три в летнем храме — в честь Зосимы и Савватия, Спаса Нерукотворного образа и Святителя Николая, один в зимнем — в честь трех великих святителей Иоанна Златоуста, Григория Богослова и Василия Великого.
Храм был капитально реконструирован в первой половине XIX века. От старой колокольни XVII века осталась только нижняя часть — открытая сводчатая паперть с остатками росписей, где пока ещё можно рассмотреть фрагменты фресок «Сотворение человека и грехопадение». По стилю они идентичны росписям холодного храма, так что можно с уверенностью предположить, что трапезная, которая была полностью переложена, в свое время была расписана целиком. Подтверждением тому служит роспись над западным входом в летний храм, со стороны трапезной: над проемом сохранились изображения новгородских святителей в клеймах. Тогда же на храме сбили весь внешний декор XVII века. При ремонте XIX века и холодная церковь подверглась некоторой переделке: были заложены внутренние проемы из трапезной (их было три первоначально, по трем приделам в холодном храме), был написан на стене иконостас. Церковь ещё раз ремонтировали уже в начале XX века.

## Внешнее и внутреннее убранство

### Внешнее
Двустолпный четверик с одним уровнем света венчают пять главок на глухих барабанах, расположенных по краям. С востока находится пониженная трехчастная апсида, окна которой не имеют наличников. Стены четверика украшены лишь лопатками по краям и ступенчатым фризом, с трех сторон — кроме восточной — имеются киоты. Выходы с южной и северной стороны обрамлены портиками, колонны которых завершаются капителями с необычным орнаментом в виде миндалин. С запада храм уравновешивает приземистая трапезная, декор которой также лаконичен. Колокольня выглядит как вытянутый параллелепипед, имеет три яруса, её грани украшают пилястры, над полуциркульными проемами второго уровня располагаются треугольные сандрики.

### Внутреннее
Важной особенностью данной церкви является отсутствие иконостаса. Так, никаких следов высокого каркасного иконостаса, характерного для православных храмов, не просматривается. В церкви сохранилось подлинное иконное тябло конца XVII века с травным орнаментом (в красным, синих и зеленых цветах), которое, вполне возможно, было единственным элементом иконостаса на всем протяжении существования храма. Возможно, заказчик ориентировался на церкви Митрополичьего двора в Ростове — Спаса на Сенях (1675) и Воскресенскую (1670, росп. 1670—1680), в которых низкие алтарные преграды сочетаются с покрытыми фресками восточными стенами. Видимо, восточная стена так и оставалась свободной до конца XVIII—XIX вв., когда алтарная преграда была расписана. Эта роспись сильно пострадала при записи в начале XX в. Современный белесый вид восточной стены — это реставрационные раскрытия живописи рубежа XVIII—XIX вв. из-под грубой записи начала XX в.
Двустолпие храма можно назвать вынужденным, если не излишним. Скорее всего, строители решили подстраховаться, а потому подперли цилиндрический свод перекинутой между двумя столбами аркой, что является уникальным конструктивным решением. Зодчие могли слышать о случаях, когда свод не выдерживал нагрузки куполов — именно это произошло с ярославским храмом Петра Митрополита (1657): от чрезмерного давления его потолок обрушился, вследствие чего два каменных шатра были разобраны и заменены сомкнутым сводом с легкой главкой уже в середине XVIII в.
Наибольший интерес представляют сохранившиеся фрески конца XVII в. Ковровые росписи с преобладаем синего, светло-зеленого и багряного цветов покрывают стены, своды и столпы. Росписи на северной и южной стенах делятся на три регистра, сцены нижних из них в основном утрачены. По манере исполнения и сюжетам некоторых сцен (Страшный суд) они похожи на фрески Воскресенского собора в Тутаеве (1680-е), где работала артель Федора Карпова. Предположительно, работало два мастера: первый писал самые ответственные части росписи — почти весь свод и, отчасти, южную стену — именно то место, где во время службы присутствовали заказчики. Лики у него контрастные, выразительные, с резкими запоминающимися чертами. Работам второго мастера присуще однообразие: у него лики графичные, с плотной разбелкой, характерно вытянутыми прямыми носами.
В Спасской церкви роль икон выполняли монументальные настолпные композиции, которые, по сути, были чтимыми заказными образами. Росписи верхнего регистра северного столпа должны были напоминать о страстном цикле, цикле с деяниями и страстями апостольскими, а также о служить иллюстрациями к воскресным чтениям Цветной Триоди. В небольшой усадебной церкви это могло быть представлено только в виде отдельных сцен. На северной грани северного столпа расположена икона Богоматери Шуйской, которая на тот момент считалась новоявленной и была весьма популярна. Два новых престола в Ярославле — в храмах Дмитрия Солунского (1673) и Иоанна Златоуста в Рубленом городе (1690) — были посвящены этой обретенной в 1660-х годах святыне. Этот фресковый образ следует считать одним из самых ранних в России, наряду с несколькими сохранившимися иконами конца XVII века в столичных собраниях. На северной грани южного столпа находится «Сретение», хотя это нестандартное расположение для данной композиции. Однако, если вспомнить, что главного заказчика звали Семен Иванович Внуков, подобное местоположение обретает смысл: «Сретение» — день праведного Симеона Богоприимца.
С восточной стороны арки помещены композиции проповедей Христа и апостола Петра, которые видны только с амвона. Очевидно, что эти росписи были адресованы священнику. Всю западную стену занимает «Страшный суд», особенностью которого является присутствие старообрядцев в рядах погибающих: боярыня в собольей шапке (возможно, Морозова Ф. П.) и монах в белом клобуке старого русского покроя, тогда как высшее православное духовенство носило греческий «рогатый» клобук.

#### Иконографическая программа росписей

##### Стены
|                 | Южная | Северная |
| Верхний регистр | «Брак в Кане Галилейской», «Изгнание торгующих из Храма», «Призвание апостолов», «Воскресение дочери Иаира», «Исцеление двух слепых» и «Исцеление кровоточивой жены». | «Исцеление бесноватых Гадаринских», «Притча о брачном пире», «Притча о десяти девах», «Исцеление расслабленного в Капернауме». |
| Средний регистр | «Притча о царе и заимодавцах», «Насыщение пятью хлебами», «Лепта вдовицы».                                                                                            | «Притча о богатом и Лазаре», «Чудо на озере Тивериадском» (хождение по водам), «Христос и фарисеи».                            |
| Нижний регистр  | утрачено | «Христос и Закхей» |

##### Столпы
| Северный | Южный |
| «Христос и Самарянка», «Уверение Фомы», «Исцеление расслабленного», «Исцеление слепого». | «Исцеление слуги сотника», «Воскресение сына вдовы», «Христос и грешница», «Исцеление прокаженного»                                   |
| Флор и Лавр, Константин и Елена, Георгий и Димитрий, Борис и Глеб, князь Владимир и Дмитрий Угличский, ярославские князья Федор, Давид и Константин, ярославские князья Василий и Константин, муромские князья Федор, Михаил и Константин. | |
| «Богоматерь Шуйская», «Преподобные Павел Фивейский и Иоанн Кущник», «Обретение главы Иоанна Предтечи с предстоящими святителями Иоанном и Игнатием»                                                                                        | «Неопалимая Купина», «Сретение», «Христос Великий Архиерей с предстоящими Богоматерью и Иоанном Предтечей», «София Премудрость Божия» |

##### Своды
| Восточный                                                                      | Северный                                    | Южный                                                   |
| «Отечество» (с Богом-Отцом в виде «Ветхого денми»). «Благовещение» «Рождество» | «Преображение» «Распятие» «Снятия с креста» | «Сошествие во ад» «Вознесение» «Сошествие Святого Духа» |

##### Арка
| запад  | «Проповедь Иоанна Златоуста и Василия Великого», «Откровение апостолу Петру о еде» |
| восток | «Отослание апостолов на проповедь», «Апостольская проповедь Петра»                 |
| север  | «Христос перед Пилатом»                                                            |
| юг     | «Взятие Христа под стражу»                                                         |
| дуга   | «Деисус»                                                                           |